# Balasagun

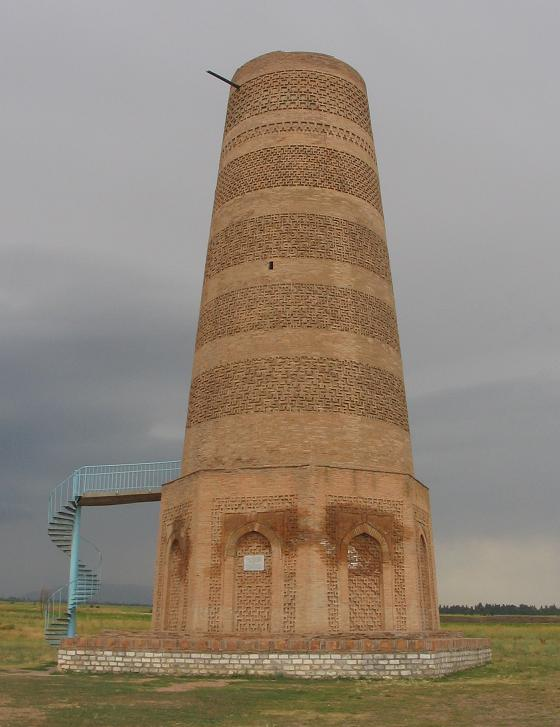
Buranatornet.

Balasagun (turkiska: Balagasun -Balassagun, Balasaghun, Karabalsagun; kinesiska: 八剌沙衮; pinyin: bālàshāgǔn, persiska: بلاساغون) var en antik sogdiansk stad i nuvarande Kirgizistan, beläget i Chuydalen mellan Bisjkek och sjön Ysyk-Köl.
Balasagun grundades av sogderna, ett iranskt folk och ersatte snart Suyab som politisk- och ekonomiskt centrum för Chuydalen. Efter mongolväldet tappade dock staden sin glans. Man tror att poeten Yusuf Balasaghuni, känd för att ha skrivit Qutadghu bilig, föddes i staden under 1000-talet. Balasagun hade en betydande kristen befolkning; en kyrkogård användes så sent som till 1300-talet. Sedan 1300-talet har Balasagun varit en by med flera ruiner, 12 kilometer sydöst om Tokmok. Här talades det sogdiska språket fram till 1000-talet.
Staden var huvudstad för Karakanidkhanatet från 900-talet till det togs över av Kara-Khitankharatet under 1100-talet. Efter detta togs hela området av mongoler 1218. Mongolerna kallade staden Gobalik ("vackra staden"). Detta skall inte förväxlas med staden Karabalghasun i Mongoliet som var huvudstad i Uiguriska khanatet.
Buranazonen, belägen nära Tokmoks gräns och sex kilometer från dagens Balasagun, var den västra gränsen av den antika staden. I detta område finns det gamla Buranatornet och ett fält av hällristningar, det så kallade balbal. Buranatornet är ett minaret byggt under 1000-talet på ruinerna av staden Balasagun, 24 meter högt (trots att det, när det byggdes, var 46 meter högt). Flera jordbävningar har dock orsakat stor skada på tornet och dagens byggnad renoverades under 1970-talet.